# Carl Ulner (statsråd)
Carl Hans Ulner, född 24 november 1796 i Karlskrona, död 9 september 1859 i Stockholm var en svensk konteramiral och sjöförsvarsminister. 

## Bakgrund
Ulners föräldrar var majoren vid örlogsflottan Carl Ulner och Gustafva Holst. Han blev tidigt faderlös då kutterbriggen Husaren, där hans far var fartygschef, under en storm i Kattegatt 1801 sjönk med man och allt. Han inskrevs som skeppsgosse vid örlogsflottan, gjorde under 1808 års krig som extra kadett sin första sjöexpedition, antogs följande år till kadett vid krigsakademien och utnämndes 1812 till sekundlöjtnant vid örlogsflottan. Tjänstgörande 1814 i den mot Norge utrustade blockad-eskadern, deltog han i blockaden av de norska hamnarna och blev prismästare för tre galeaser, som han införde till Strömstad. Vid landstigningen på Kragerø och stormningen av ett där uppfört batteri utmärkte han sig så, att han, endast arton år gammal, tillerkändes utmärkelsen För tapperhet till sjöss. 
År 1815 deltog han i en sjöexpedition till Västindien och under de därpå följande tjugo åren var han oavbrutet i aktiv sjötjänst samt tjänstgjorde 1825 som förste styrman på skeppet Tapperheten under en expedition till Amerika. Under tiden hade han 1818 blivit löjtnant, 1824 premiärlöjtnant, 1833 kapten, 1841 kommendörkapten, 1844 till förordnad varvschef och 1849 varvschef i Karlskrona. Efter utnämningen till kommendörkapten beordrades Ulner att som chef för en eskader, ombord på fregatten Josephine, avgå som kunglig majestäts ombud att underhandla med sultan Abd ar-Rahman i Marocko för avslutande av ny traktat. Detta värv lyckades också, och genom traktaten av den 5 april 1845 befriades Sverige och Norge från den förödmjukande tribut, som förut erlagts till kejsaren i Marocko för fredande av svenska handelsfartyg från sjöröveri. Genom Ulners bemedling erhöll även Danmark samma förmån. 
Den 5 januari 1852 utnämndes han till statsråd och chef för sjöförsvarsdepartementet samt utnämndes därefter även till konteramiral. Under 1856–1858 års riksdag framlades av honom en ny byggnadsplan för flottan, som ständerna dock fann ta för lång tid och därför betydligt nedsatte de extra anslagen för planens förverkligande. Missnöjet häröver i förening med tilltagande sjuklighet föranledde Ulner att den 30 december 1857 ta avsked från alla sina tjänstebefattningar.  Sedan 1827 var han ledamot av Örlogsmannasällskapet i Karlskrona (hedersledamot 1852) och sedan 1851 ledamot av Krigsvetenskapsakademien. Ulner är begravd på Galärvarvskyrkogården i Stockholm.